# Calidonia (Veraguas)
Calidonia es un corregimiento del distrito de Soná en la provincia de Veraguas, República de Panamá. Posee una población de 2.989 habitantes. Cuenta con una población de 1419 habitantes de acuerdo a los datos del último censo realizado en la República de Panamá (2010).